# Салаба, Август
Август Салаба (чеш. August Salaba; 12 марта 1840, Богородчаны, Галиция, Австрийская империя (ныне Ивано-Франковской области Украины) — 28 января 1894, Прага) — австрийский и чешский учëный, инженер-механик, изобретатель, педагог, профессор (1884), ректор Чешского технического университета (1878—1879; 1883—1884).

## Биография
Родился в Галиции. Учился в гимназиях Львова и Самбора . В 1853—1858 обучался во львовской технической академии. Продолжить учёбу на отделении архитектуры в Венской академии (1858—1859).
С 1868 год работал ассистентом на кафедре строительства машин Высшей технической школе в Цюрихе. В следующем году был назначен ординарным профессором машиностроения и механики Императорского чешского технического университета в Праге, где проработал до конца жизни.
В 1884 году стал профессором теоретической механики и машиностроения.
Член Общества инженеров и архитекторов; в 1892 году — его председатель. Редактировал журнал «Technický obzor».

## Научно-изобретательская деятельность
Профессор Август Салаба — известный конструктор и изобретатель. В 1891 году был награждён золотой медалью на Юбилейной выставке в Праге за изобретение машины для испытания прочности материалов.
Соавтор чешской инженерной терминологии.

## Избранные труды
- Bericht der weiteren Wasserversorgungscommission an den Rath der königl. 1877
- Zpráva širší komise vodární k radě král. hlavního města Prahy. 1877
- Druhá zpráva širší kommisse vodární k radě král. hlavního města Prahy. 1879
- Nauka o konstrukci částí strojů na základě theorie mechanismů. Díl první, Čásť všeobecná. 1883

## Память
- Именем учëного А. Салаба названа одна из улиц Праги.